# Sterna trudeaui
El charrán coroniblanco (Sterna trudeaui) también conocido como gaviotín lagunero, gaviotín de antifaz negro o gaviotín piquerito, es una especie de ave caradriforme de la familia Sternidae.
Se encuentra en Argentina, el sureste de Brasil, Chile, Paraguay y Uruguay. Su hábitat natural son los pantanos, mares poco profundos y ciénagas intermareales.
No tiene subespecies reconocidas.